# Балгой
Балгой (нід. Balgoij) — село в нідерландській провінції Гелдерланд. Входить до муніципалітету Віхен.
Перша згадка про поселення датується 1172-им роком. До 1923 року мало статус окремого муніципалітету.

## Галерея

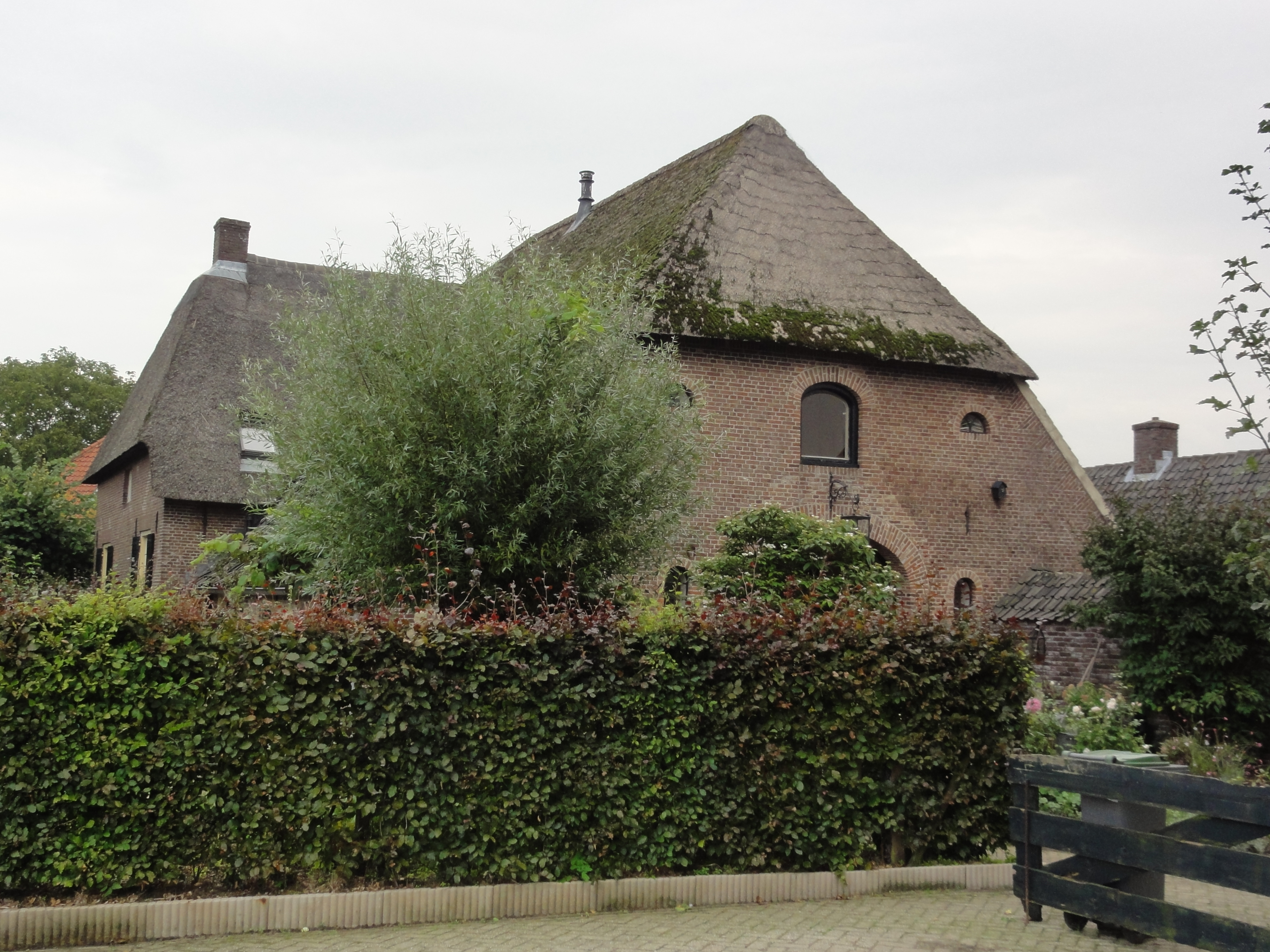
Сільська церква
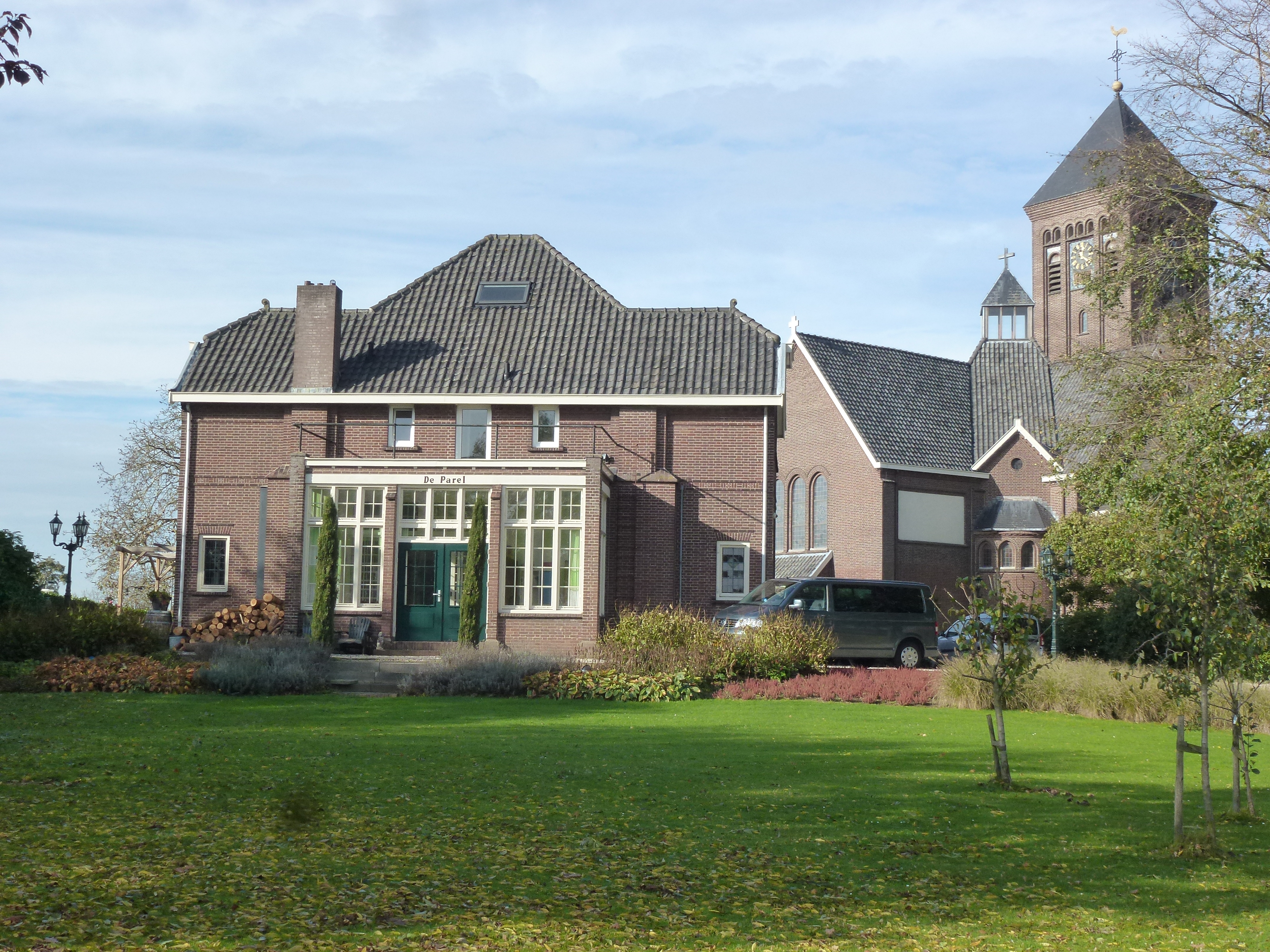
Колишній будинок причту
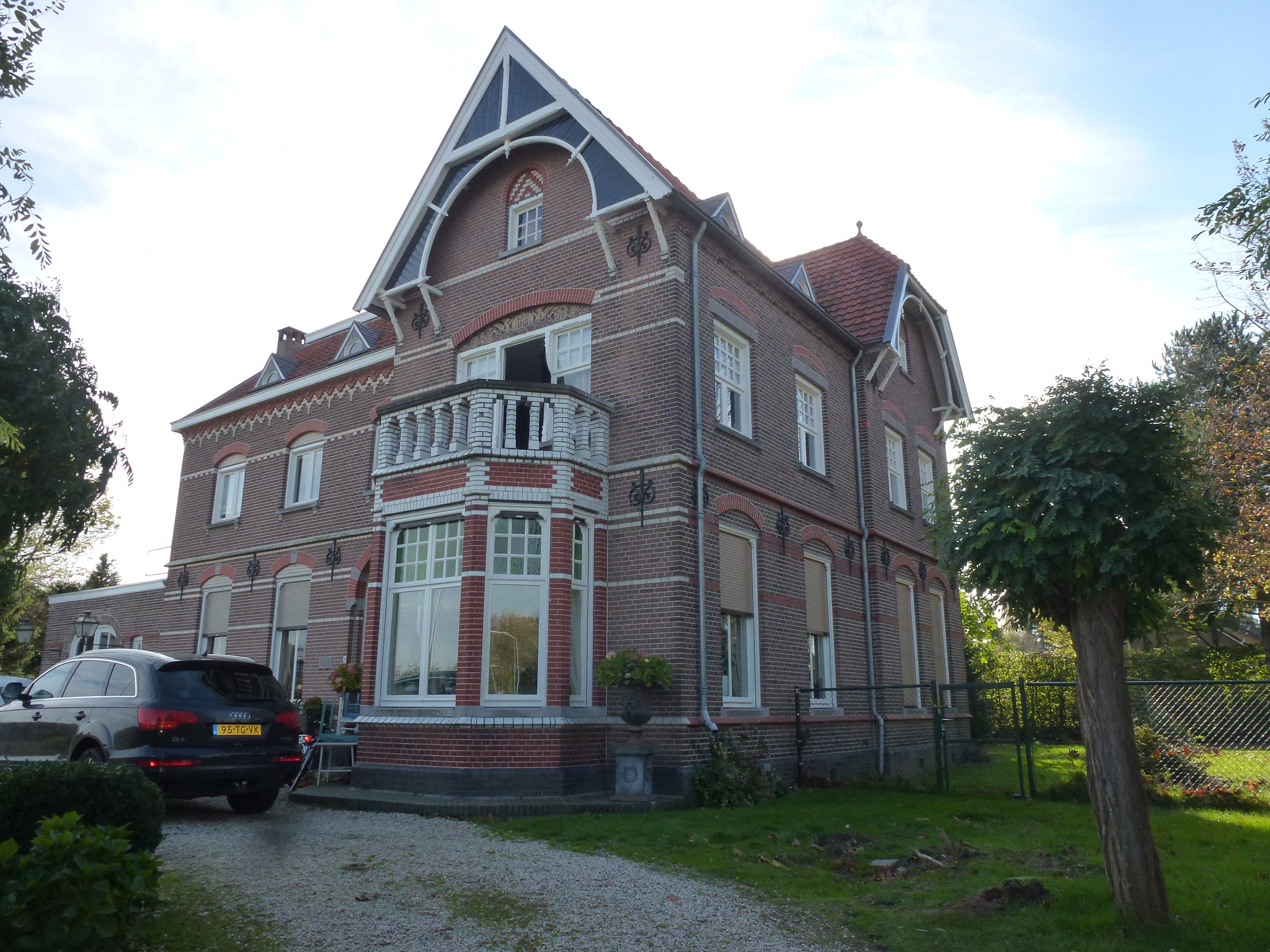
Вілла